# Laure Soulié
Laure Soulié, född 28 april 1987 i Andorra la Vella, är en andorransk-fransk skidskytt. Hon har som ungdom representerat Frankrike, men tävlar numera för Andorra.
Soulié har tagit en medalj vid ett juniorvärldsmästerskap då hon i Presque Isle i USA år 2006 tog ett brons i stafett. Hennes hittills bästa placering i världscupen i skidskytte är en 26:e plats från sprinten i Oberhof i Tyskland säsongen 2011/2012.